# مارينا موشن
مارينا موشن (بالبرتغالية: Marina Moschen‏) ( 15 أكتوبر 1996 ) هي ممثلة برازيلية.

## سيرة
ولدت في أنجرا دوس ريس، وهي مدينة ساحلية في ولاية ريو دي جانيرو. أخذت دروس الباليه والبيانو، وشاركت في ورشة عمل نموذجية لرجل الأعمال سيرجيو ماتوس.
ثم انتقلت إلى مدينة ريو دي جانيرو مع والدها وزوجة الأب للدراسة في مدرسة أعطتها دخلآ جيدًا للجامعة. ثم أخذها سيرجيو ماتوس إلى مدرسة التمثيل في دانيال نيجري. درست المسرح لمدة ثلاث سنوات وشاركت في الحلقات الأولى من مسلسل موسى والوصايا العشر، بدور أماليا. تم اختيارها لدور لوسيانا في مسلسل قلوب شابة.

## الوزن
يبلغ طول مارينا 1.68 متر تزن 48 كيلوجرامًا لكنها تقول إنها لم تتغذى أبدًا على نظام غذائي، وأنها تحاول تناول الطعام الصحي فقط من الاثنين إلى الجمعة، ثم تستهلك في نهاية الأسبوع الأطعمة التي تحتوي على الصوديوم والسكر، لذلك ترغب في إعداد نظام غذائي من قبل أخصائي التغذية لمساعدها على اكتساب ما لا يقل عن ثلاثة كيلوغرامات في الأشهر المقبلة.

## روابط خارجية
- مارينا موشن على موقع IMDb (الإنجليزية)